# Glen Nevis

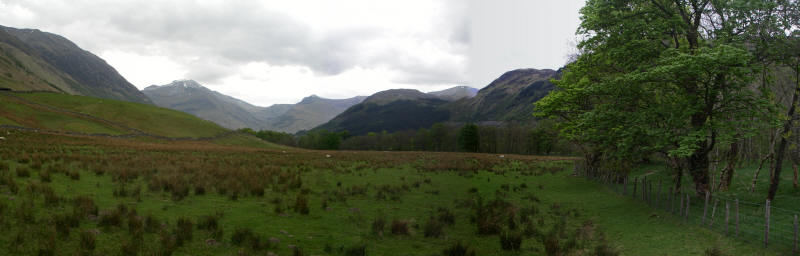
Glen Nevis

Glen Nevis (gael. Gleann Nibheis) – dolina w Szkocji, na zachodnim wybrzeżu, niedaleko miasta Fort William. Dolinę ograniczają od północy masywy najwyższych gór Wielkiej Brytanii – Ben Nevis, Càrn Mor Dearg, Aonach Mòr i Aonach Beag, od południa łańcuch Mamore. Strumień płynący dnem doliny – Water of Nevis – tworzy w jej najwyższym punkcie jeden z najwyższych wodospadów Szkocji – Steall Falls.
Malownicza sceneria doliny stała się powodem jej wyboru na plener wielu filmów, m.in. Braveheart. Waleczne serce, Rob Roy i Nieśmiertelny. 